# François Falletti
François Falletti, né le 8 décembre 1949 à Annecy, est un magistrat français, procureur général près la cour d'appel de Paris entre le 21 janvier 2010 et le 30 juin 2015. Il est connu pour avoir fait une carrière jusqu'au sommet de la hiérarchie judiciaire tout en étant atteint de cécité.  

## Carrière professionnelle

### Formation
- 1972 : diplôme de l'Institut d'études politiques de Paris[2].
- 1975 : auditeur de justice à l’École nationale de la magistrature à la suite du concours d’accès de 1974.
- 1979 : doctorat en droit de l'université Jean-Moulin-Lyon-III, avec une thèse intitulée La vente à crédit des biens de consommation[3]

### Carrière de magistrat
François Falletti n'aura été « magistrat de base » que durant les deux premières années de sa carrière, toutes ses fonctions l'ayant amené à travailler par la suite au ministère de la justice, en cabinets ministériels, dans les institutions internationales ou à la tête de « grands parquets » :
- Février 1977 - février 1979 : Substitut au parquet de Lyon.
- Février 1979 - avril 1987 : Magistrat à la direction des affaires criminelles et des grâces du ministère de la Justice.
- Mai 1987 - octobre 1992 : Sous-directeur de la législation criminelle.
- Octobre 1992 - avril 1993 : Avocat général à la cour d’appel de Lyon.
- Avril 1993 : Chargé de mission au Cabinet du Garde des sceaux
- Mai 1993 - août 1996 : Directeur des affaires criminelles et des grâces.
- Septembre 1996 - septembre 2004 : Procureur général près la cour d'appel de Lyon.
- Septembre 2004 - juillet 2008 : avocat général à la Cour de cassation et représentant de la France à Eurojust.
- Juillet 2008 - janvier 2010 : Procureur général près la cour d'appel d'Aix-en-Provence.
- Janvier 2010 : Procureur général près la cour d'appel de Paris.

François Falletti est convoqué le 27 janvier 2014 au ministère de la Justice pour se voir proposer le poste de premier avocat général à la Cour de cassation, promotion qu'il refuse. À la suite de cet entretien, il envoie une lettre à Christiane Taubira s'étonnant des motifs évoqués dans l'entretien et déclarant, si les pressions se poursuivaient, vouloir « saisir le Conseil supérieur de la magistrature afin de solliciter sa protection ». Les syndicats de la magistrature dénoncent cette tentative d'éviction. L'Union syndicale des magistrats (USM, majoritaire) évoque « des pratiques d'un autre temps ».
Par le décret du 10 novembre 2014 portant admission à la retraite et maintien en fonctions, il est admis, par limite d'âge, à faire valoir ses droits à la retraite à compter du 9 décembre 2014 et maintenu en fonctions jusqu'au 30 juin 2015.

### Depuis 2015
Depuis le 16 octobre 2015 il est avocat au barreau de Lyon, au sein du cabinet Carbonnier, Lamaze, Rasle & associés,.
Au début de l'année 2017, il coordonne, avec l'ancienne magistrate Cécile Petit, le pôle « Justice / institutions judiciaires » de l’équipe de campagne de François Fillon.
Il rejoint Eric Ciotti dans le cadre de la campagne des élections législatives de 2024 puis devient vice-président de son nouveau parti l'Union des droites pour la République.

## Activité internationale
- Secrétaire général de l'Association internationale des procureurs et poursuivants[12].

## Distinctions
- Officier de la Légion d'honneur[13]
- Commandeur de l'ordre national du Mérite[14]
- Officier de l'ordre d'Orange-Nassau[15]
- Prix Richelieu-Senghor 2016[16]

## Pour approfondir